# حنكة العوران (الضليعة)
'

تعديل مصدري - تعديل

حنكة العوران هي إحدى قرى عزلة الضليعة بمديرية الضليعة التابعة لمحافظة حضرموت، بلغ تعداد سكانها 41 نسمة حسب تعداد اليمن لعام 2004.